# Gimbrède
Gimbrède é uma comuna francesa na região administrativa de Occitânia, no departamento de Gers. Estende-se por uma área de 24,98 km². Em 2010 a comuna tinha 277 habitantes (densidade: 11,1 hab./km²).